# Caliphruria hartwegiana
Caliphruria hartwegiana är en amaryllisväxtart som beskrevs av Herb.. Caliphruria hartwegiana ingår i släktet Caliphruria och familjen amaryllisväxter. Inga underarter finns listade i Catalogue of Life.